# یک روز بیشتر
یک روز بیشتر فیلمی به کارگردانی و نویسندگی بابک پیامی محصول سال ۱۳۷۸ است. این فیلم جزو آثاری است که هرگز به اکران عمومی در نیامده‌اند.

## داستان
مرد(مصطفی قبادی) ساقی مواد مخدری است که به قید شرط آزاد است. او در طول روز به قهوه‌خانه، زندان، بازار و دکان‌های شهر می‌رود. وسیله‌ی رسیدن او به هر کدام این‌ها اتوبوس است. او در اتوبوس، و در ایستگاه اتوبوس زن (لیلا سعدی) را می‌بیند که مانند او مسافر هر روزه‌ی این اتوبوس‌هاست. بین آن‌ها گفتگویی شکل نمی‌گیرد و تنها از کنار هم رد می‌شوند. زن و مرد جایی از شهر به هم می‌رسند اما گفتگوی آن‌ها به جایی نمی‌رسد و از کنار هم می‌گذرند.

## بازیگران
- مصطفی قبادی
- سیدعلی حسینی
- لیلا سعدی